# マヒンドラ&マヒンドラ

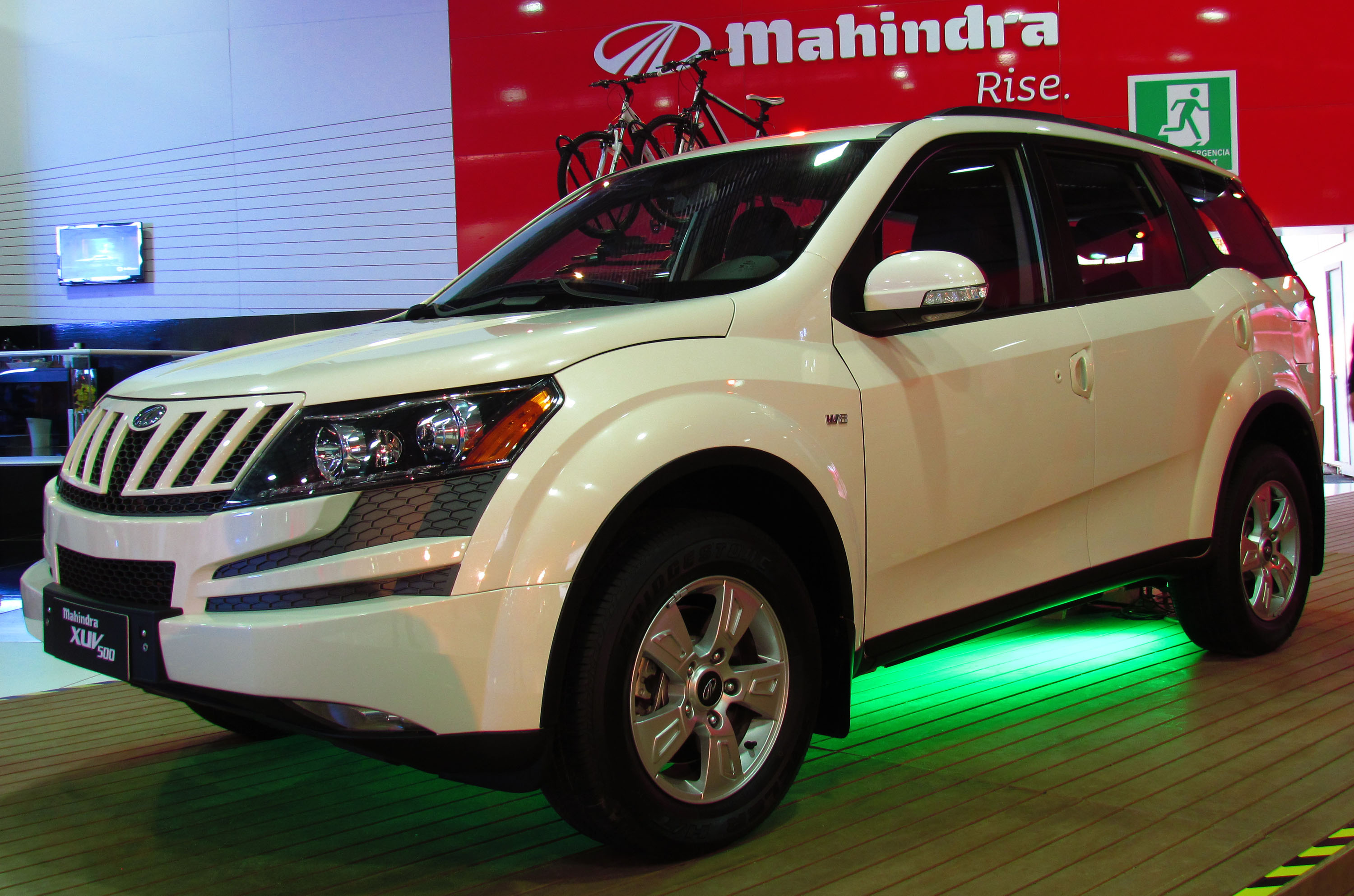
XUV 500

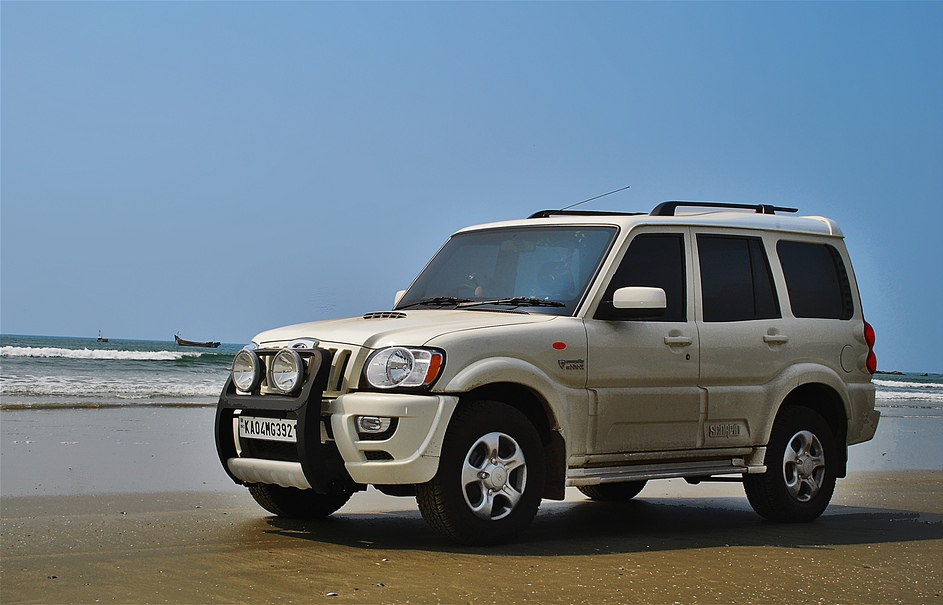
スコーピオ

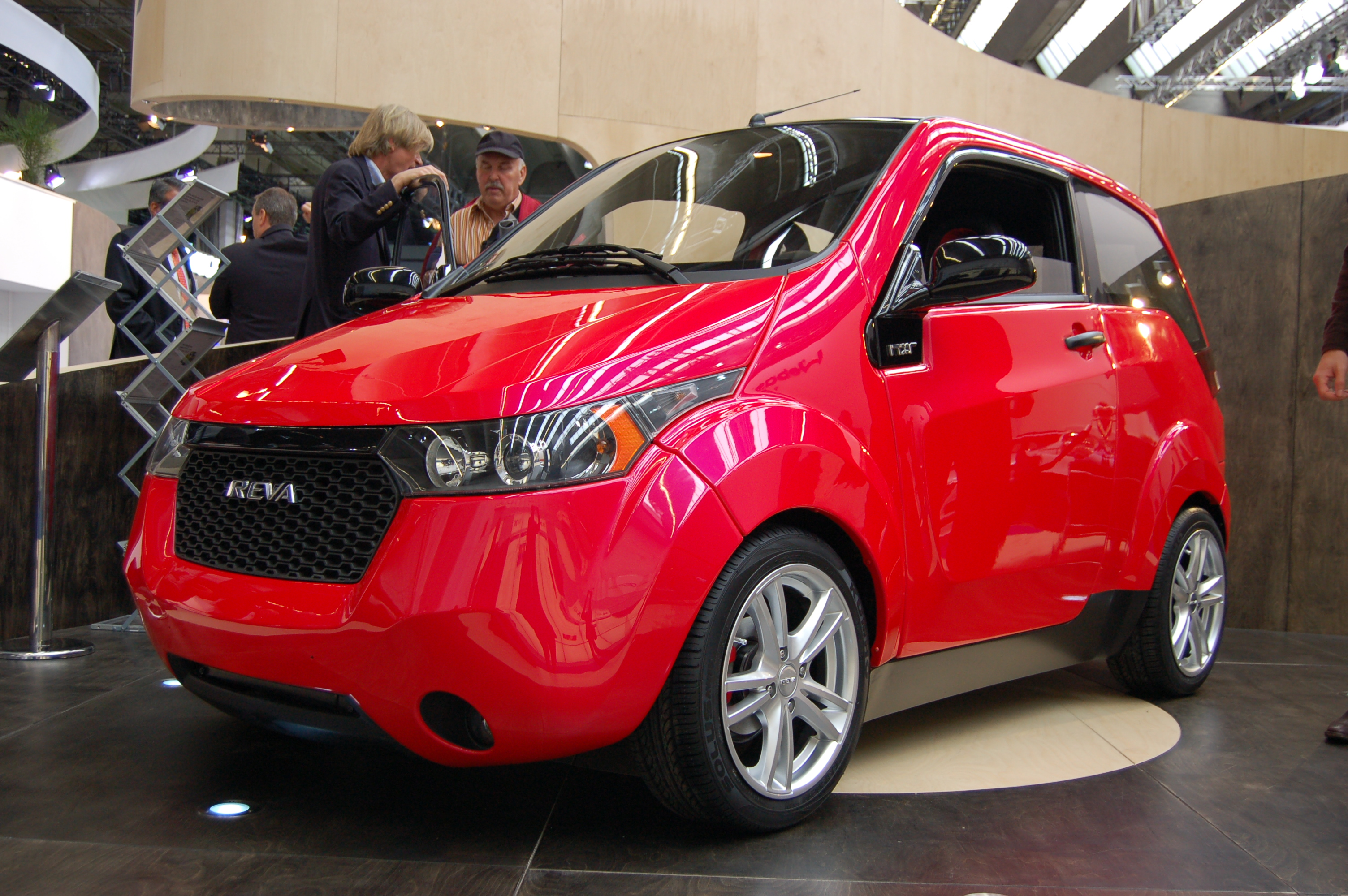
e2o（BEV）

マヒンドラ&マヒンドラ（Mahindra & Mahindra Limited、略称M&M）は、インドの自動車製造企業。インドのコングロマリットの一つ「マヒンドラ・グループ」の中核企業である。

## 概要
1945年10月2日にマヒンドラ兄弟とグラーム・モハメッドにより、マヒンドラ&モハメッド (Mahindra & Mohammed) として設立され、1948年にマヒンドラ&マヒンドラへ改称した。1949年にはジープの生産を開始している。
多目的車 (MUV)、小型商用車 (LCV)、オート三輪、トラクターなどを製造・販売している。MUV分野ではジープのライセンス生産車に加えて、より現代的な「ボレロ」や「スコーピオ」といったSUVを投入して人気を博している。
トラクター分野（マヒンドラ・グジャラート）では世界第4位の規模を誇る。
2006年1月にニューデリーで開催された第8回オートエキスポでは、スコーピオのハイブリッド版試作モデルを出展している。
2013年のインド国内の乗用車販売台数のシェアは、マルチ・スズキ、タタ・モーターズに次ぐ第三位。
2014年から開幕したEVレースフォーミュラEに第一期から参戦している。2018年には、フォーミュラEで培ったEV技術をフィードバックした高級EVブランド「Automobili Pininfarina（アウトモービリ・ピニンファリーナ）」の設立を表明した。

## 国外主力自動車メーカーとの関係

### ルノーとの提携

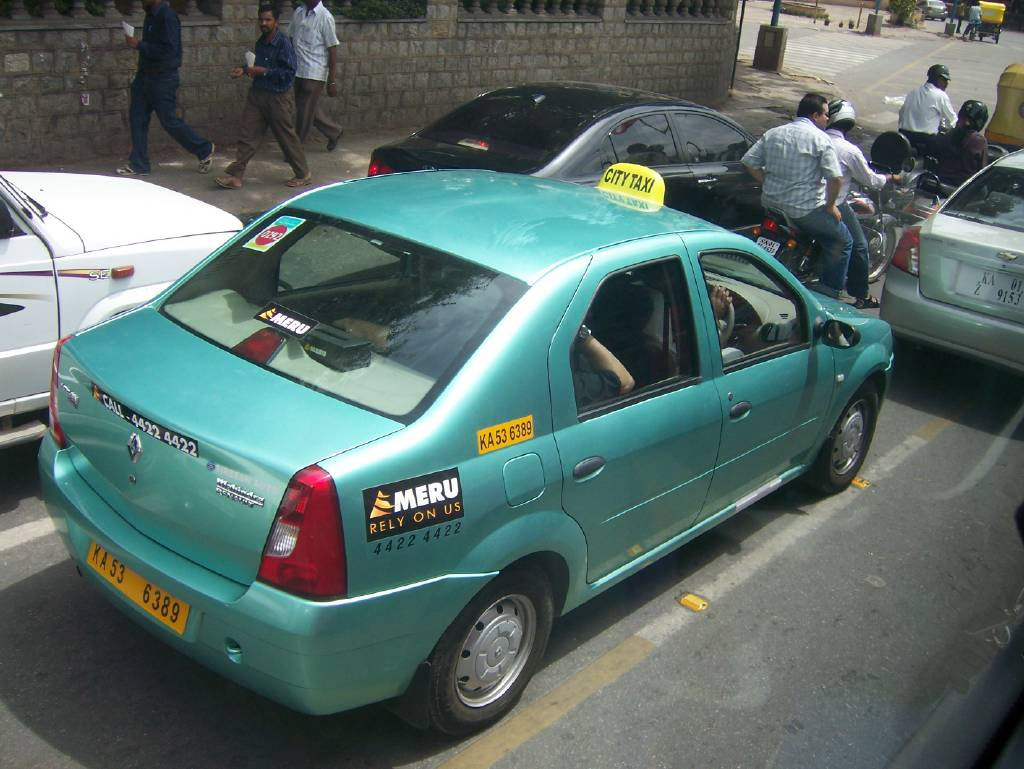
マヒンドラ・ルノー・ロガン

マヒンドラは2005年に仏ルノーと51対49の比率で出資を行い合弁会社「マヒンドラ・ルノー」を設立し、2007年7月から同ブランドでルノーグループの戦略低価格車ロガンの製造・販売を開始した。これによってマヒンドラは乗用車市場への進出を果たした。また、2007年2月にはルノーおよび日産自動車との合弁でチェンナイに新工場を建設する計画も発表された。
しかし、翌2008年1月、マヒンドラはこの合弁生産計画からの離脱を発表。さらにロガンの販売も振るわず、ルノーも単独での事業拡大を打ち出したことなどから、2010年4月16日、マヒンドラがルノーの保有するマヒンドラ・ルノー株を譲り受けて完全子会社化し、合弁を解消することが発表された。今後マヒンドラはインド国内におけるロガン展開の権利を有することになったが、ルノーのブランドおよびロゴの使用は同年までに限定され、さらに1年半後には車名の変更も義務付けられることとなった。1年後の2011年4月26日、マヒンドラ版ロガンがベリート (Verito) の車名で発表された。

### 双竜自動車の買収
2010年8月、韓国の双竜自動車の買収を発表した。双龍自動車の株式のうち、49%は中国の上海汽車が保有していたが、過半数取得に向けて覚書を締結した。その後2010年11月23日、5225億ウォンで双竜自動車を買収する契約を締結し、双竜自動車の株式の70%を保有することとなった。

### プジョー・モトシクルの買収
2015年1月、マヒンドラの欧州二輪車部門はPSAグループからプジョー・モトシクルの51%の株式を購入。2019年10月25日には全株式を取得し、完全子会社とすることが発表された。
2022年には独Mutaresに株式50％と経営権を売却した。

### 三菱重工業・三菱農機との業務提携
日本の三菱重工業とは2015年5月に農業用機械（トラクター・コンバイン・田植え機・耕運機）の部門において、戦略的業務提携・協業を展開することで基本合意し、これに合わせて三菱農機が当社に対する第三者割当増資を行い、33%の株式を取得。同10月1日付で、三菱農機の社名にマヒンドラ社の名前を加えた「三菱マヒンドラ農機株式会社」に変更している。

### ピニンファリーナの買収
2015年12月、マヒンドラ&マヒンドラは、同じくマヒンドラグループ傘下のテック・マヒンドラと共同で、イタリア最大のカロッツェリア・ピニンファリーナの株式の76パーセントを取得し、子会社とすることを発表。さらに2018年には、マヒンドラが参戦しているフォーミュラEのマシン開発に関して業務提携を結んだことを発表した。

## 社会貢献
マヒンドラの名を冠したマヒンドラ・カレッジ（Mahindra United World College of India）が非営利教育機関「UWC」の一校として、1997年にマハラシュトラ州プネーに開校した。日本人高校生が毎年奨学生として派遣されている。

## 主な車種
- タール (Thar) - ジープをルーツに持つオフロード車。
- ボレロ (Bolero) - SUVおよびピックアップトラック。
- スコーピオ (Scorpio) - SUVおよびピックアップトラック。
- ザイロ (Xylo) - MPV（ミニバン）。
- ジェニオ (Genio) - ザイロのピックアップトラック版。
- ジオ (Gio) - ミニトラック。
- マキシモ (Maxximo) - 2010年発表のミニトラック。2011年にはバンも追加。
- ベリート (Verito) - ダチア・ロガンのマヒンドラ版。
- クアント (Quanto) - コンパクトSUV。
- TUV300 - コンパクトSUV。
- KUV100 - コンパクトSUV。
- XUV300 - 双龍・チボリの兄弟車。
- XUV500 - クロスオーバーSUV。
- アルトゥラスG4 - 双龍・G4レクストンのマヒンドラ向けOEM。

## 参考
1. ↑  mahindra about-our-story（英語）
2. ↑  【インド】マヒンドラ、高級EVブランドを設立 4/17(火) 14:21配信
3. 1 2  “【インド】マヒンドラとルノーが合弁解消、「ロガン」低迷で［車両］”.   NNA (2010年4月19日). 2011年4月26日閲覧。
4. ↑  “ルノー、日産、マヒンドラ＆マヒンドラが合弁でインドに工場を建設”.  Response. (2007年2月26日). 2011年4月26日閲覧。
5. ↑  “インドのマヒンドラ、日産・ルノーとの合弁から離脱”.  Response. (2007年2月26日). 2011年4月26日閲覧。
6. ↑  “Mahindra launches 'Verito', the Logan with Mahindra badge”.   マヒンドラ プレスリリース (2011年4月26日). 2011年4月26日閲覧。
7. ↑  「印マヒンドラ、双竜自の買収契約を締結」 朝鮮日報 2010年11月24日
8. ↑  “PSA、プジョー・モトシクルの全株式を売却へ…次世代二輪車の設計と開発は引き続き支援”.   Response (2019年10月28日). 2023年4月25日閲覧。
9. ↑  “三菱重工グループと印マヒンドラ＆マヒンドラ社が、農業機械分野での戦略的協業で合意” (PDF).   三菱農機 (2015年5月21日). 2017年1月5日閲覧。
10. ↑  “三菱マヒンドラ農機株式会社が発足” (PDF).   三菱マヒンドラ農機 (2015年10月1日). 2017年1月5日閲覧。
11. ↑  “インドのマヒンドラ、ピニンファリーナ買収で合意”.   Response (2015年12月15日). 2018年4月15日閲覧。
12. ↑  “マヒンドラ、4年前に買収したピニンファリーナとの提携を発表”.   motorsport/com (2018年1月26日). 2018年4月15日閲覧。
13. ↑  UWC日本ネットワーク